# William Patrick McCord
William Patrick McCord (* 3. Dezember 1950) ist ein US-amerikanischer Tierarzt und Herpetologe. Sein Forschungsschwerpunkt sind die Schildkröten (Testudines).

## Leben
1970 erlangte McCord sein Associate of Applied Science Degree von der State University of New York (SUNY) in Delhi, New York. 1972 wurde er zum Bachelor of Science an der Cornell University graduiert. 1978 wurde er zum Doctor of Veterinary Medicine (DVM) an der Purdue University in West Lafayette, Indiana, promoviert. Nachdem er drei Jahre in Glen Cove, New York und Danbury, Connecticut, praktizierte, zog er 1981 mit seiner Frau Anne, eine Veterinärtechnikerin, nach Hopewell Junction, New York, wo er das East Fishkill Animal Hospital gründete. McCords Arbeit konzentriert sich in der Regel auf die Diagnostik und die Chirurgie. Ferner hat er im Verlauf der Jahre andere örtliche Tierärzte ausgebildet.
McCord ist Mitglied der American Veterinary Medical Association (AVMA), der New York State Veterinary Medical Society (NYSVMS) und der Hudson Valley Veterinary Medical Society (HVVMS).
McCords wissenschaftliches Interesse gilt der Schildkrötenfauna, insbesondere der von Südostasien, Australien, Westneuguinea und Papua-Neuguinea. Er war als Co-Autor an den Erstbeschreibungen von sieben neuen Schildkrötenarten beteiligt, darunter Chelodina canni, Chelodina gunaleni, Chelodina walloyarrina, Chitra vandijki, Cyclemys atripons, Leucocephalon yuwonoi und Mesoclemmys heliostemma. 2013 stellte er gemeinsam mit Minh Le, Brendan N. Reid, Eugenia Naro-Maciel, Christopher J. Raxworthy, George Amato und Arthur Georges die neue Gattung Flaviemys für eine Art auf, die zuvor der Gattung Elseya zugeordnet war.
Darüber hinaus besitzt McCord die größte Sammlung von lebenden Schildkröten im US-Bundesstaat New York und eine der größten in den Vereinigten Staaten.
William Patrick McCord hat über 60 wissenschaftliche Artikel und Vorträge in den Vereinigten Staaten und weltweit über tierbezogene Themen veröffentlicht.

## Dedikationsnamen

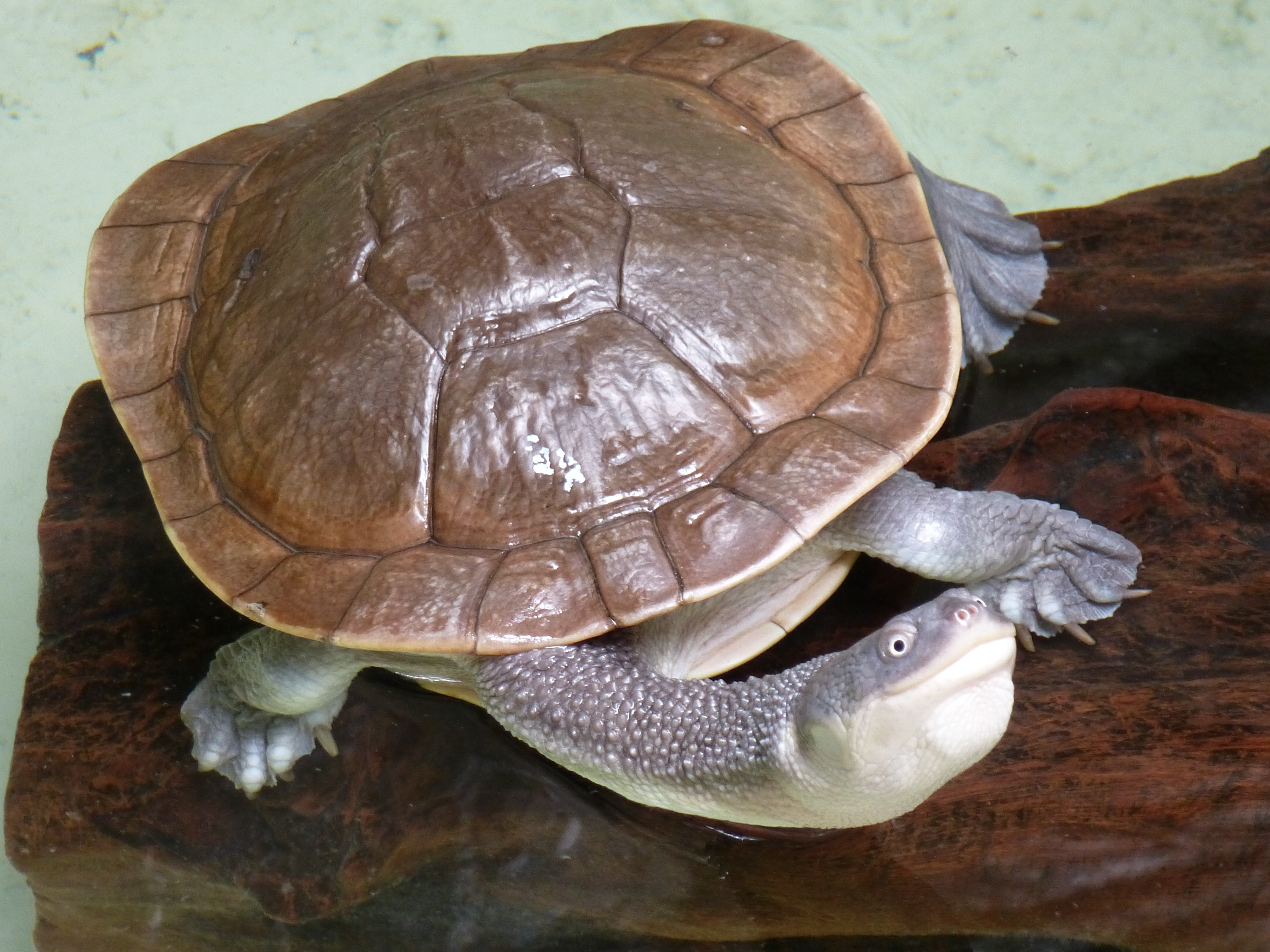
McCords Schlangenhalsschildkröte

Carl H. Ernst benannte 1988 die McCords Scharnierschildkröte (Cuora mccordi) und Anders G. J. Rhodin benannte 1994 die McCords Schlangenhalsschildkröte (Chelodina mccordi) zu Ehren von William Patrick McCord.

## Schriften (Auswahl)
- On the variability of Cuora trifasciata (Bell, 1825), the rediscovery of the type specimen, with descriptions of a new Cuora species and subspecies, and remarks on the distribution, habitat and vulnerability of these species, Frankfurter Beiträge zur Naturkunde Band 31. Chimaira, Frankfurt, 2006. (mit Torsten Blanck und Minh Le)